# اوپن‌ای‌آی کدکس
اوپن‌ای‌آی کدکس (به انگلیسی: OpenAI Codex) یک مدل هوش مصنوعی است که زبان طبیعی را تجزیه می‌کند و در پاسخ کد برنامه‌نویسی تولید می‌کند و توسط اوپن‌ای‌آی توسعه یافته‌است. این هوش مصنوعی از طریق گیت‌هاب کوپایلوت، یک ابزار تکمیل خودکار برنامه‌نویسی برای IDE قدرت می‌گیرد. کدکس از نسل مدل جی‌پی‌تی ۳ است که برای استفاده به صورت تنظیم دقیق در برنامه‌های برنامه‌نویسی است.
اوپن‌ای‌آی یک API برای کدکس در نسخه بتا محدود منتشر کرد. در مارس ۲۰۲۳، اوپن‌ای‌آی دسترسی به کدکس را قطع کرد. ولی با توجه به درخواست‌های عمومی محققان اوپن‌ای‌آی این تصمیم را لغو کرد. کدکس همچنان توسط محققان به صورت برنامه دسترسی تحقیقاتی قابل استفاده است.

## توانایی‌ها
علاوه بر داده‌های جی‌پی‌تی ۳، کدکس بر روی ۱۵۹ گیگابایت کد پایتون از ۵۴ میلیون مخزن گیت‌هاب آموزش اضافه داده شد. اوپن‌ای‌آی می‌گوید که کدکس می‌تواند تقریباً ۳۷٪ از درخواست‌ها را تکمیل کند و به جای جایگزین کردن آن، برنامه‌نویسی انسانی را سریعتر می‌کند. طبق وبلاگ اوپن‌ای‌آی، کدکس در تطبیق مشکلات ساده به کدهای موجود برتری بیشتری دارد که از نظر اوپن‌ای‌آی یکی از غیرجذاب‌ترین بخش‌های برنامه‌نویسی است. جرمی هوارد، یکی از بنیانگذاران Fast.ai، معتقد است که «کدس راهی برای نوشتن کد بدون نیاز به نوشتن کد زیاد است» و «همیشه [کد] صحیح خروجی نمی‌دهد ولی به اندازه کافی نزدیک است.». طبق مقاله ای که توسط محققان اوپن‌ای‌آی نوشته شده، زمانی که کدکس ۱۰۰ بار برای هر مورد تلاش کرد، برای ۷۰٫۲٪ از درخواست‌ها راه حل‌های کارآمد ساخته بود.
اوپن‌ای‌آی ادعا دارد که کدکس می‌تواند در بیش از دوازده زبان برنامه‌نویسی از جمله گو، جاوااسکریپت، پرل، پی‌اچ‌پی، روبی، شل اسکریپت، سوئیفت و تایپ‌اسکریپت کد خلق کند اگرچه در پایتون مؤثرتر است.
اوپن‌ای‌آی می‌نویسد که کدکس می‌تواند با سرویس‌ها و برنامه‌هایی مانند میل چیمپ، مایکروسافت ورد، اسپاتیفای و تقویم گوگل ارتباط برقرار کند.